# Nicky Summerbee
Ne pas confondre avec son père Mike Summerbee, lui aussi footballeur.
Nicholas Summerbee, couramment appelé Nicky Summerbee, est un footballeur anglais, né le 26 août 1971 à Altrincham, Angleterre. Évoluant au poste de milieu de terrain, il est principalement connu pour ses saisons à Swindon Town, Sunderland, Bradford City, Leicester City et Manchester City ainsi que pour avoir été sélectionné en Angleterre B et en Angleterre espoirs.

## Biographie

### Carrière de joueur
Natif d'Altrincham, Grand Manchester, il est le fils de la légende de Swindon Town et de Manchester City et international anglais, Mike Summerbee, et le petit-fils de George Summerbee (en), lui aussi footballeur professionnel. Il fait des essais non concluants à Manchester United, Leicester City et Norwich City avant de rejoindre Swindon Town. Il y devient professionnel, jouant 112 matches de Football League pour les Robins, avant d'être transféré à Manchester City pour 1 300 000£, marchant ainsi dans les pas de son père.
Son passage chez les Citizens sera toutefois moins prolifique, même s'il y joue tout de même un total de 131 matches de championnat. Recruté par Brian Horton (en) en même temps que Peter Beagrie, Uwe Rösler et Paul Walsh, il est transféré après 3 saisons à Sunderland pour 1 000 000£ plus Craig Russell (en).
Il joue son premier match pour les Black Cats le 15 novembre 1997, contre Portsmouth à Fratton Park pour une victoire 4-1 avec le dernier but inscrit par Summerbee. Avec son club, il obtient la promotion en Premier League à la suite d'une formidable saison 1998-99.
Malheureusement, la saison suivante ne fut pas une réussite, connaissant plusieurs blessures et semblant plus se consacrer à sa liaison avec Melanie Sykes (en), modèle et présentatrice télé. Il glissa doucement d'un statut de titulaire à celui de remplaçant puis à celui de réserviste. Il quitte Sunderland gratuitement pour des piges non concluantes à Bolton Wanderers et à Manchester City, avant de se reprendre sur la dernière partie de sa carrière à Nottingham Forest, Leicester City et enfin à Bradford City.
Il termine sa carrière par deux prêts à Swindon Town (où il avait commencé sa carrière) et à Tranmere Rovers puis avec le club non league de Tamworth.

### Carrière internationale
En 1993, il connaît 3 sélections en équipe d'Angleterre espoirs pour un but inscrit. L'année suivante, le 10 mai 1994 il joue avec l'Angleterre B contre l'Irlande du Nord B (en) à Hillsborough.

## Palmarès
- Sunderland :
  - Champion de Division 1 : 1998-99